# Thalassinoides

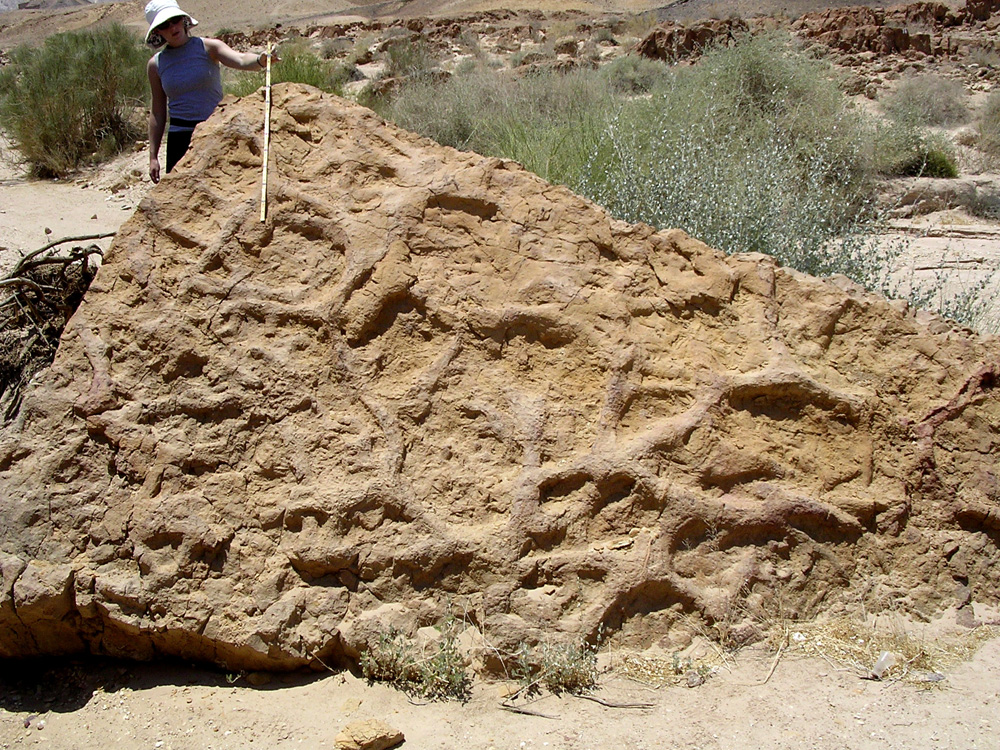
Thalassinoides del Jurásico de Makhtesh Qatan, Israel.

Thalassinoides Ehrenberg, 1944 es un paragénero de icnofósiles presente en rocas sedimentarias de facies marina superficial a profunda desde el periodo Cámbrico a la actualidad.
Las trazas asignadas a Thalassinoides están formadas por una compleja red de galerías cilíndricas horizontales y más raramente verticales de paredes lisas y frecuentes bifurcaciones en T e Y engrosadas. El diámetro de las galerías y la longitud de los tramos entre cada bifurcación no es constante en todo el fósil y a veces presenta formas transitoriales con el icnogénero Ophiomorpha que tiene sus paredes ornamentadas con pelets. Se han nombrado dos icnoespecies dentro de este icnogénero, Thalassinoides paradoxicus y Thalassioides suevicus, donde la primera se caracterizaría por la alta variabilidad morfológica de las galerías y la irregular ramificación.
Estos rastros se corresponden con galerías de habitación y alimentación de tipo Domichnia, donde las galerías verticales han sido identificadas como galerías de salida. Las galerías fueron formadas por varios grupos animales, principalmente crustáceos y vertebrados y se cree que un mismo rastro pudo haber sido creado por varias especies animales diferentes atediendo a la presencia de galerías morfológicamente diferentes dentro de un mismo ejemplar. Aparecen de forma característica en rocas formadas en aguas someras aunque varios ejemplares han aparecido en sedimentos formados en abanicos submarinos.